# Alexandra Maria
Alexandra Maria ist ein zusammengesetzter weiblicher Vorname.

## Herkunft
Alexandra ist die weibliche Form von Alexander. Es bedeutet sinngemäß „die (fremde) Männer Abwehrende“, „die Verteidigerin“ oder „die Beschützerin“.
Hier verwendete Namensvariante ist Alexandrine.
Maria ist die lateinische Form des hebräischen Namens Mirjam.

## Träger des Einzelnamens
- Alexandrine Marie von Sachsen-Altenburg (1818–1907), Prinzessin von Sachsen-Altenburg und durch Heirat die letzte Königin von Hannover

## Namensträger des Vornamens
Alexandra Maria ist der Vorname folgender Personen:
- Alexandra Maria Klein (* 1972), deutsche Biologin und Professorin
- Alexandra Maria Lara (* 1978), deutsche Schauspielerin (bürgerlich Alexandra Maria Riley geb. Plătăreanu)
- Alexandra Maria Linder (* 1966), deutsche Publizistin und Übersetzerin.
- Alexandra Maria Schürmann-Freund (1967–2001), deutsche Fernsehmoderatorin und Programmsprecherin
- Alexandra Ursula Maria von Grote (* 1944), deutsche Autorin, Regisseurin sowie Drehbuchautorin

Alexandra-Maria ist der Vorname folgender Personen:
- Alexandra-Maria Timmel (* 1965), österreichische Schauspielerin
- Alexandra-Maria Klein (* 1972), deutsche Biologin und Hochschullehrerin